# Baudhāyana
Baudhāyana (800 a.C.) è stato un matematico e filosofo indiano.
Studioso dello Yajurveda nero, gli si devono diversi sutra e varie dimostrazioni geometriche. Approntò inoltre un metodo di calcolo della radice quadrata di 2 corretto fino alla 5ª cifra decimale.
Fece, inoltre diversi trattati sull'astronomia babilonese e sumera e fu il primo arabo a pensare che la terra fosse non piatta ma, un geoide.